# Festival Internacional de Cine de la India
El Festival Internacional de Cine de la India —en inglés: International Film Festival of India o IFFI— es un festival cinematográfico fundado en India el año 1952 y que se realiza anualmente en el estado de Goa desde el año 1975. El evento busca reunir a lo mejor del cine mundial, siendo elegibles para las competencias aquellas producciones que se hayan estrenado entre el 1 de septiembre y 31 de agosto; los galardones a los que se puede optar son el «Pavo Real de Oro» y «Pavo Real de Plata», además de un premio en dinero de cuatro millones de rupias —aproximadamente $80 000 dólares.
El evento es realizado entre la última semana de noviembre y principios de diciembre, durando entre diez y once días, y es organizado por el Ministerio de Información y Radiodifusión de India —en inglés: Ministry of Information and Broadcasting— y el Gobierno del Estado de Goa. Respecto a las categorías presentes en el festival, éstas con «Mejor actor», «Mejor actriz», «Mejor película», «Mejor director» y «Premio especial del jurado»

## Palmarés a la mejor película
| Año  | Ganador       | Director(a)       | Productor(a)                                                                                |
| ---- | ------------- | ----------------- | ------------------------------------------------------------------------------------------- |
| 2000 | Karunam       | Jayaraj           | Antony Irinjalakkut y Jayaraaj Rajasekharan Nair                                            |
| 2002 | Pisma k Elze  | Igor Maslennivkov | Yevgeni Ivanov y Andrei Razumovsky                                                          |
| 2003 | Panj é asr    | Samira Makhmalbaf | Siamak Alagheband y Mohsen Makhmalbaf                                                       |
| 2004 | Shah-re ziba  | Asghar Farhadi    | Asghar Farhadi                                                                              |
| 2005 | Jazireh Ahani | Mohammad Rasoulof | Abolhassan Davoodi y Mohammad Rasoulof                                                      |
| 2006 | Ti tou jiang  | Chaolu Hasi       |                                                                                             |
| 2007 | The Wall      | Lin Chih Ju       | Fig Co. Ltd.                                                                                |
| 2008 | Tulpan        | Sergei Dvortsevoy | Karl Baumgartner, Thanassis Karathanos, Henryk Romanowski, Sergei Selyanov y Yelena Yatsura |
| 2009 | Gagma napiri  | George Ovashvili  | Sain Gabdullin y George Ovashvili                                                           |
| 2010 | Moner Manush  | Gautam Ghose      | Gautam Kundu y Habib Rehman khan                                                            |
| 2011 | Porfirio      | Alejandro Landes  | Franciso Aljure                                                                             |